# Associació d'Amics de l'Òpera de Maó
Associació d'Amics de l'Òpera de Maó, en menorquí Amics de s'Òpera de Maó, és una entitat creada a Maó el 1971, formada per un grup d'aficionats a promoure espectacles lírics a fi de ressuscitar una tradició operística, molt arrelada a l'illa de Menorca, que es remuntava al segle xviii i que durant el segle xix i primeries del XX mantingué una intensa activitat que resulta singular pel lloc on es produí.
De llavors ençà ha duit a terme una tasca molt meritòria de divulgació de l'òpera a l'illa de Menorca. Destaca l'organització de la Setmana Anual d'Òpera, que en cada nova edició referma la seva categoria tant en l'aspecte musical com en l'artístic. El nivell de qualitat assolit s'ha traduït en la invitació de representar alguna de les seves produccions a diversos festivals italians.
Des de 1977 l'Associació té un cor propi, que ha realitzat concerts lírics memorables i que s'ha presentat a diverses capitals europees. Ha ofert més d'un centenar de representacions i concerts. Han desfilat pel Teatre Principal de Maó figures de renom internacional en el camp de la lírica, com l'insigne baríton maonès Joan Pons Álvarez i el tenor català Jaume Aragall. El 2005 va rebre el Premi Ramon Llull.